# チャンピオン (1949年の映画)
『チャンピオン』（Champion）は1949年制作のアメリカ合衆国の映画。
リング・ラードナーの同名小説を基に映画化している。
マーク・ロブソン監督の作品で、出演はカーク・ダグラスなど。また、本作はスタンリー・クレイマーの出世作といわれている。
第22回アカデミー賞では編集賞を、第7回ゴールデングローブ賞では撮影賞を受賞した。

## キャスト
| 役名                           | 俳優                     | 日本語吹替  | 日本語吹替 |
| 役名                           | 俳優                     | NETテレビ版 | 東京12ch版 |
| ------------------------------ | ------------------------ | ----------- | ---------- |
| ミッジ・ケリー                 | カーク・ダグラス         | 宮部昭夫    | 羽佐間道夫 |
| グレース・ダイヤモンド         | マリリン・マックスウェル | 森ひろ子    |            |
| コニー・ケリー（兄）           | アーサー・ケネディ       | 日恵野晃    | 原田一夫   |
| トミー・ヘイリー(コーチ）      | ポール・スチュワート     | 山田早苗    |            |
| エマ・ブライス                 | ルース・ローマン         | 寺島信子    |            |
| パーマー・ハリス               | ローラ・オルブライト     |             |            |
| ジェローム・ハリス             | ルイス・ヴァン・ロッテン |             |            |
| ルー・ブライス                 | ハリー・シャノン         |             |            |
| ジョニー・ダン                 | ジョン・デイ             | 保科三良    |            |
| ハモンド                       | ラルフ・サンフォード     |             |            |
| マーガレット・ケリー夫人（母） | エスター・ハワード       |             |            |

- NETテレビ版：初回放送1966年10月15日『土曜洋画劇場』21:00-23:00
- 東京12ch版：初回放送1976年12月31日『想い出の名作洋画劇場』22:00-23:40

## スタッフ
- 監督 - マーク・ロブソン
- 製作 - スタンリー・クレイマー
- 原作 - リング・ラードナー
- 脚色 - カール・フォアマン
- 撮影 - フランツ・プラナー
- 音楽 - ディミトリ・ティオムキン